# Textform
Die Textform ist im deutschen Zivilrecht eine Form für Rechtsgeschäfte oder Erklärungen oder Informationen im Zusammenhang mit Rechtsgeschäften, die lesbar und auf einem dauerhaften Datenträger abzugeben ist und in der die Person des Erklärenden genannt ist.

## Allgemeines
Zur Vertragsfreiheit gehört auch der Grundsatz der Formfreiheit, der die Abgabe von Willenserklärungen und den Abschluss von Rechtsgeschäften ohne Einhaltung einer bestimmten Form ermöglicht. Deshalb sind auch mündlich, durch Gebärdensprache (Handschlag, Kopfnicken) und sogar stillschweigend abgeschlossene Verträge allgemein wirksam. Diese generelle Formfreiheit erleichtert und beschleunigt den Rechtsverkehr insbesondere bei Massengeschäften des Alltags (etwa Kauf im Supermarkt). Dies gilt jedoch nicht, falls das Gesetz für ein Rechtsgeschäft eine bestimmte Form vorschreibt (§ 125 Satz 1 BGB – gesetzliche Form) oder die Vertragsparteien eines Rechtsgeschäfts eine bestimmte Form vereinbaren (§ 127 BGB in Verbindung mit § 125 Satz 2 BGB – vereinbarte Form).
Der Gesetzgeber musste die bisherigen „klassischen“ Formarten wie beispielsweise die Schriftform durch Formarten ergänzen, die sich aus der Verbreitung des Internets als modernes Kommunikationsmittel ergaben. Aus diesem Grunde wurde im Juli 2001 die bisherige Schriftform ergänzt durch die elektronische Form und die Textform. Letztere stellt die einfachste der gesetzlich geregelten Formen im deutschen Zivilrecht dar. Sie kann daher durch eine „höherwertige“ Form ersetzt werden. Kennzeichen der Textform ist die Fixierung einer Mitteilung oder Erklärung in lesbare Schriftzeichen. Mit dem Verzicht auf die eigenhändige Unterschrift und das Urkundenerfordernis und damit auf die Bindung an das Schriftstück ergeben sich alle nicht-mündlichen Möglichkeiten für das Medium zur Vorlage der Erklärung und zur Art ihrer Übermittlung. Die Textform ist für solche bislang der strengen Schriftform unterliegenden Fälle vorgesehen, in denen das Erfordernis einer eigenhändigen Unterschrift unangemessen und verkehrserschwerend ist.

## Rechtsfragen
Rechtsgrundlage für die Textform ist § 126b BGB. Danach muss eine lesbare Erklärung, in der die Person des Erklärenden genannt ist, auf einem dauerhaften Datenträger abgegeben werden. Eine Erklärung ist lesbar, wenn der Empfänger sie auf Papier oder wie auf Papier lesen kann oder eine elektronische Erklärung über ein Anzeigeprogramm lesbar ist. Es muss sich um Schriftzeichen handeln, die auf dauerhaften Datenträgern gespeichert sind. Zur Dauerhaftigkeit genügt, wenn die Erklärung vom Empfänger solange aufbewahrt oder gespeichert werden kann, dass sie während eines für ihren Zweck angemessenen Zeitraums zugänglich und geeignet ist, die Erklärung unverändert wiederzugeben. Der Erklärende muss lediglich genannt sein, eine Unterschrift ist – anders als bei der Schriftform – nicht erforderlich.
Diese Bedingungen erfüllen unter anderem maschinell erstellte Briefe, Computerfax, gespeicherte E-Mail, SMS, Telefax oder Telegramm und elektronische Speichermedien wie CD-ROM, DVD, Festplattenlaufwerk, Speicherkarte oder USB-Stick. Hauptzwecke der Textform sind die Information des Empfängers über die Erklärung und deren Dokumentation, um Zweifel über ihre Abgabe auszuräumen. Deshalb ist die Textform nicht eingehalten, wenn die Erklärung lediglich auf einer Internetseite angezeigt wird und nicht durch Download heruntergeladen werden kann, weil sie dem Empfänger nicht in Textform zugegangen ist und es an einer Reproduzierbarkeit fehlt.

### Historische Entwicklung der Textform
Die Textform wurde zusammen mit der elektronischen Form durch das Gesetz zur Anpassung der Formvorschriften des Privatrechts und anderer Vorschriften an den modernen Rechtsgeschäftsverkehr vom 13. Juli 2001 in das BGB eingeführt. Mit Art. 1 Nr. 3 des Gesetzes zur Umsetzung der Verbraucherrechterichtlinie und zur Änderung des Gesetzes zur Regelung der Wohnungsvermittlung vom 20. September 2013 wurde die Definition der Textform in § 126b BGB n.F. an den Wortlaut der Richtlinie 2011/83/EU angeglichen, ohne dass damit eine inhaltliche Änderung beabsichtigt war. Die Textform bezieht sich nun auf den in mehreren EU-Richtlinien verwendeten Begriff des „dauerhaften Datenträgers“.

### Funktion der Textform
Die Textform dient im Wesentlichen der dauerhaften Übermittlung von Informationen an den Empfänger. Ihre Aufgabe ist deshalb der Schutz des Interesses des Empfängers an einer sorgfältigen Information (Informationsfunktion) und, anders als bei dem gesprochenen, flüchtigen Wort, an der Dauerhaftigkeit dieser Information (Perpetuierungs- oder Dokumentationsfunktion). Die sonstigen klassischen Formfunktionen des Zivilrechts (Warn-, Beweis- und Identitätsfunktion) treten demgegenüber in den Hintergrund.

## Arten
Die Textform ist in vielen Rechtsgebieten vorgesehen, insbesondere im:
- Zivilrecht: In Textform abgefasst werden dürfen unter anderem die Ausübung des Verbraucherwiderrufsrechts (§ 355 Abs. 1 BGB), Garantieerklärung beim Verbrauchsgüterkauf (§ 479 Abs. 2 BGB), Widerrufsbelehrung bei Wohnrechteverträgen (§ 482a BGB), Ratenlieferungsvertrag (§ 510 Abs. 2 BGB), Mieterhöhung (§ 558a BGB, § 560 Abs. 1 BGB), Mitteilung an Arbeitnehmer über den Betriebsübergang (§ 613a Abs. 5 BGB) oder der Verbraucherdarlehensvertrag (§ 655b BGB).
- Arbeitsrecht: Die Entgeltabrechnung ist nach § 108 Abs. 1 GewO in Textform zu erteilen. Der Antrag auf Brückenteilzeit gem. § 9a TzBfG bedarf der Textform.
- Bankwesen: Kreditinstitute müssen Nichtbanken vor Aufnahme der Bankverbindung über die Einlagensicherung und deren Höhe in Textform unterrichten (§ 23a Abs. 1 KWG). Im Kapitalanlagegesetzbuch (KAGB) sehen 125 Abs. 3 Nr. 1 KAGB, 150 Abs. 3 Nr. 1 KAGB Einladungen zur Gesellschafterversammlung sowie § 305 Abs. 8 Satz 2 KAGB den Widerruf einer auf den Kauf von Anteilen gerichteten Willenserklärung in Textform vor.
- Gesellschaftsrecht: Vollmachten zur Ausübung des Stimmrechts durch Dritte auf Hauptversammlungen der Aktiengesellschaft (§ 143 Abs. 3 AktG) oder bei der Abstimmung in der Gesellschafterversammlung der GmbH (§ 47 Abs. 3 GmbHG, § 48 Abs. 2 GmbHG) bedürfen der Textform.
- Handelsrecht: Außerhalb des Verbraucherschutzes gibt es Textformerfordernisse wie z. B. § 410 Abs. 1 HGB oder § 438 Abs. 4 HGB.[15]
- Telekommunikation: Anfrage nach einem Einzelverbindungsnachweis (§ 99 Abs. 1 TKG).
- Versicherungswesen: Versicherungsschein (§ 3 VVG) oder Beratung durch den Versicherer (§ 6 VVG), Widerrufsrecht des Versicherungsnehmers (§ 8 Abs. 1 VVG) oder Zahlungsverzug von Versicherungsprämien (§§ 37 und 38 VVG).

Im Zivilprozess berücksichtigt § 371 Abs. 1 ZPO elektronische Dokumente beim Augenscheinbeweis. Die Textform genießt strafrechtlichen Schutz vor Fälschung beweiserheblicher Daten gemäß § 269 StGB.

## Informationen auf Internetseiten als Textform
In der Rechtswissenschaft und Rechtsprechung ist umstritten, ob auch Mitteilungen bzw. Informationen auf Webseiten den Erfordernissen der Textform gerecht werden können. Dieses Problem stellt sich zwar dann nicht, wenn der Verbraucher die Information heruntergeladen hat. Allerdings wird der Verwender der Information dies im Streitfalle regelmäßig nicht beweisen können.
So entschied der EuGH, dass das bloße Einstellen einer Widerrufsbelehrung auf einer Webseite nicht mit Art. 5 Abs. 1 der Richtlinie 97/7/EG vereinbar sei. Es erfolge dadurch weder eine „Erteilung“ der Widerrufsbelehrung durch den Unternehmer noch ein „Erhalt“ auf Seiten des Verbrauchers. Zudem sei eine Webseite nicht als „dauerhafter Datenträger“ im Sinne des Art. 5 Abs. 1 97/7/EG geeignet. Der Bundesgerichtshof (BGH) verlangt dementsprechend, dass die Widerrufsbelehrung in einer zur dauerhaften Wiedergabe in Schriftzeichen geeigneten Weise übermittelt werden muss.
Auch das Kammergericht Berlin urteilte schon vorher über einen Fall, in dem die Widerrufsbelehrung lediglich in das Internet eingestellt, dem Empfänger aber nicht (beispielsweise per E-Mail) übermittelt worden sei. In solchen Fällen sei demzufolge die Textform nach § 126b BGB nur gewahrt, wenn es tatsächlich zur Perpetuierung der Erklärung beim abrufenden Verbraucher (durch Ausdruck der Seite oder Abspeicherung auf der eigenen Festplatte) komme. Diese Ansicht entspricht auch der wohl herrschenden Meinung in der Rechtswissenschaft und der Begründung im Gesetzgebungsverfahren.
Seit der Änderung des § 355 BGB im Jahr 2014 ist das Wort „Textform“ im Rahmen von Verbraucherverträgen nicht mehr erwähnt. Der Unternehmer ist jedoch weiterhin verpflichtet, dem Verbraucher die Widerrufsbelehrung – etwa in Gestalt der Musterwiderrufsbelehrung aus Anlage 1 des EGBGB – in einer dauerhaften Form, sprich in Textform, zur Verfügung zu stellen.

## Kündigung von Onlineverträgen durch E-Mail
Die Kündigung von Onlineverträgen durch Textform per E-Mail hat der BGH für zulässig erachtet. Eine AGB-Klausel, die eine Kündigung nur in Schriftform erlaube, stelle eine unangemessene Benachteiligung des Vertragspartners im Sinne des § 307 Abs. 1 Satz 1 BGB dar, weil dem besonderen Zustandekommen des Vertrages über das Internet und der ausschließlich digital ausgestalteten Vertragsbeziehung nicht ausreichend Rechnung getragen werde. Damit würden die Belange des Verbrauchers nicht umfassend gewürdigt. Der Verbraucher könne aufgrund der besonderen Vertragsgestaltung davon ausgehen, alle Erklärungen digital (beispielsweise per E-Mail) abgeben zu können. Aus diesem Grund müssten für die Vertragsbeendigung dieselben elektronischen Möglichkeiten und Formen zugelassen werden wie für die Vertragsbegründung.
Seit der Änderung des § 309 Nr. 13b BGB am 1. Oktober 2016 durch Art. 1 des Gesetzes zur Verbesserung der zivilrechtlichen Durchsetzung von verbraucherschützenden Vorschriften des Datenschutzrechts kann eine strengere Form als die Textform in AGB-Klauseln für Anzeigen oder Erklärungen, die dem Verwender oder einem Dritten gegenüber abzugeben sind, nicht mehr verlangt werden. Dadurch sollen die Verbraucher geschützt werden, indem ihnen die Vertragsbeendigung nicht unnötig erschwert wird und einfach festgestellt werden kann, wie die vereinbarte Form zu erfüllen ist.

## Grenzen der Textform
Die Textform eignet sich nicht für Fälle, in denen einer Erklärung eine hohe Warn- oder Beweisfunktion zukommen soll. Als schwächste Form erfüllt sie diese Voraussetzungen nicht, so dass hierfür die Textform durch „höherwertige“ Formen ersetzt werden muss. Das sind die elektronische Form (§ 126a BGB) oder Schriftform (§ 126 BGB) oder noch höherwertige Formen. Wird die Textform gewählt und ist sie gesetzlich nicht zulässig, so ist das Rechtsgeschäft wegen Formmangels nichtig (§ 125 BGB).
Die Rechtsfolge, wenn die Textform nicht beachtet wurde, hängt vom jeweiligen Zweck im Einzelfall der Vorschrift ab. Erklärt beispielsweise ein Verbraucher im Rahmen des § 356a Abs. 1 BGB den Widerruf eines Teilzeit-Wohnrechtevertrags nicht in der gesetzlich vorgeschriebenen Textform, so hat er nicht wirksam widerrufen und verliert mit Ablauf der Widerrufsfrist sein Widerrufsrecht.